# Kędzierzawość liści brzoskwini
Kędzierzawość liści brzoskwini (ang. leaf blister of peach, leaf curl of peach) – grzybowa choroba brzoskwini wywoływana przez Taphrina deformans.

## Występowanie i szkodliwość
Jest to najczęściej występująca i najgroźniejsza choroba brzoskwiń. Występuje na brzoskwiniach i nektarynkach we wszystkich rejonach świata, w których uprawia się te rośliny. Chore liście opadają przedwcześnie. Powoduje to osłabienie wzrostu drzew i obniżenie plonów. Opadnięcie liści stymuluje roślinę do wytworzenia nowych, wskutek czego drzewo nie jest przygotowane na zimę i staje się narażone na uszkodzenia mrozowe.

## Objawy
Pierwsze objawy choroby pojawiają się pod koniec wiosny na młodych liściach. Są one jaśniejsze i mają grubsze i zniekształcone blaszki. Zniekształcenia obejmują część blaszki lub całą blaszkę, a porażone liście zmieniają barwę na ciemnoczerwoną, karminową lub żółtą. Później tworzy się na nich słabo widoczny, matowy, szarobiały nalot. Są to ogromne ilości worków, które powstają bezpośrednio na grzybni. Przy dużym natężeniu choroby porażone zostają także pędy. Objawia się to nabrzmieniem ich miękiszu korowego i obumieraniem kwiatów. Czasami również na owocach powstają niewielkie nekrozy w postaci karminowych plam.

## Ochrona
Chore pędy należy wycinać i spalać. Nie wystarczy to jednak – niezbędna jest ochrona chemiczna. Należy wykonać dwukrotne opryskiwanie drzew fungicydami. Pierwszy oprysk wykonuje się jesienią po opadnięciu liści, drugi wiosną, przed pękaniem pąków. Do pierwszego oprysku można zastosować Miedzian w stężeniu 1%, do drugiego preparat z grupy fungicydów dodynowych (w podwyższonym stężeniu). Ważne jest, by opryskiwanie wykonać bardzo starannie, tak by preparatem pokryta została dokładnie cała korona i pędy z wszystkich stron.

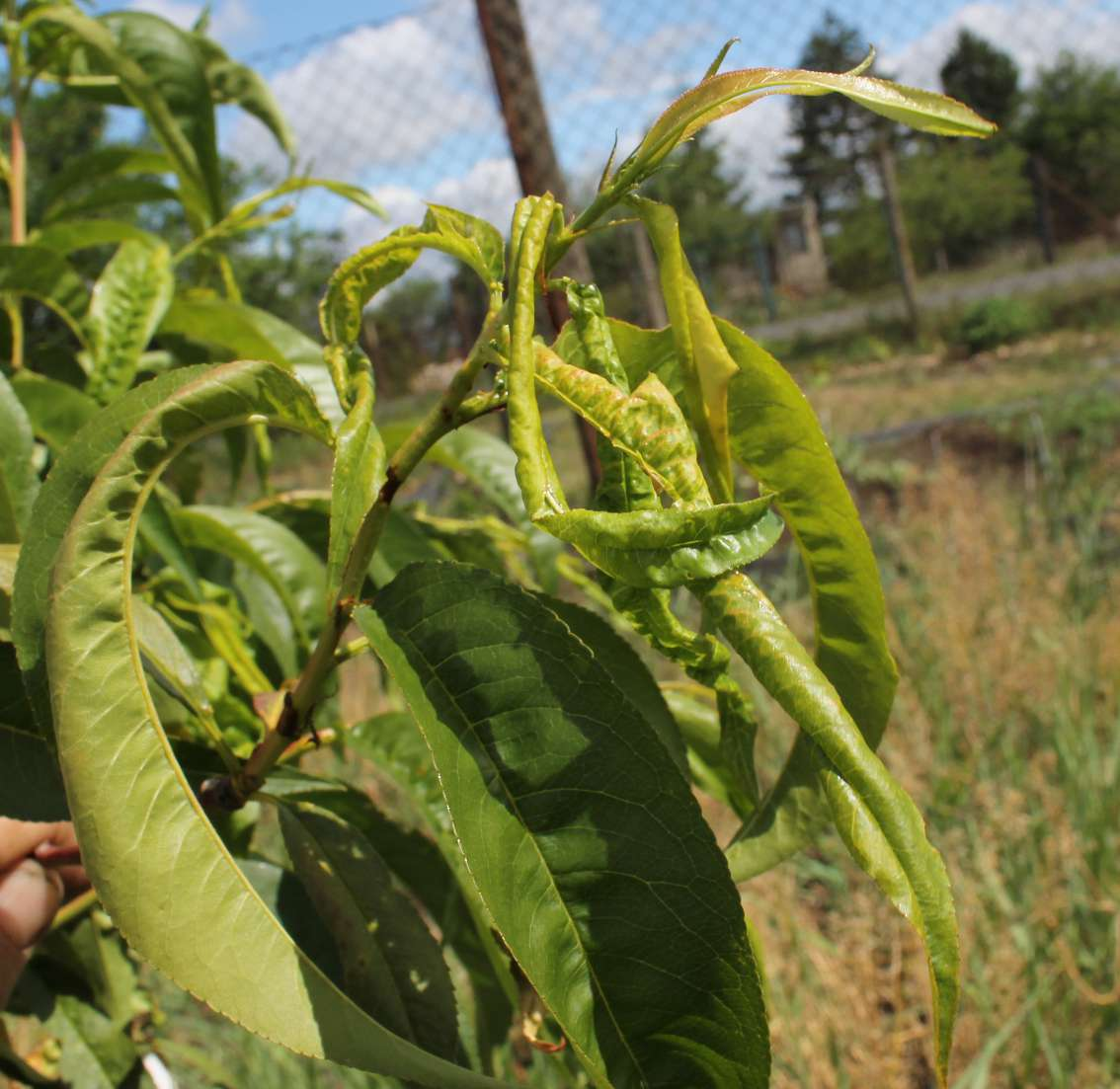
Pierwsze objawy choroby
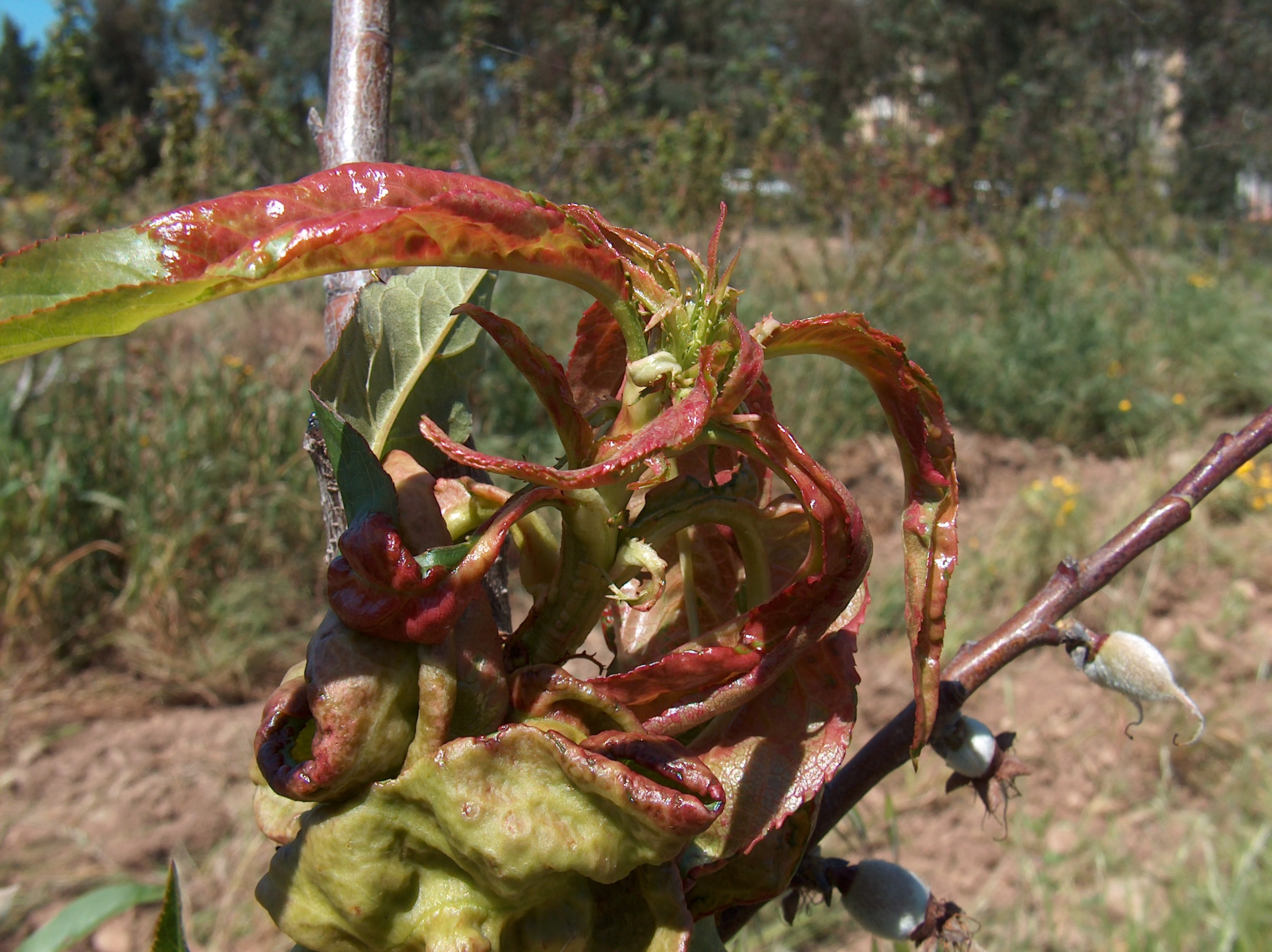
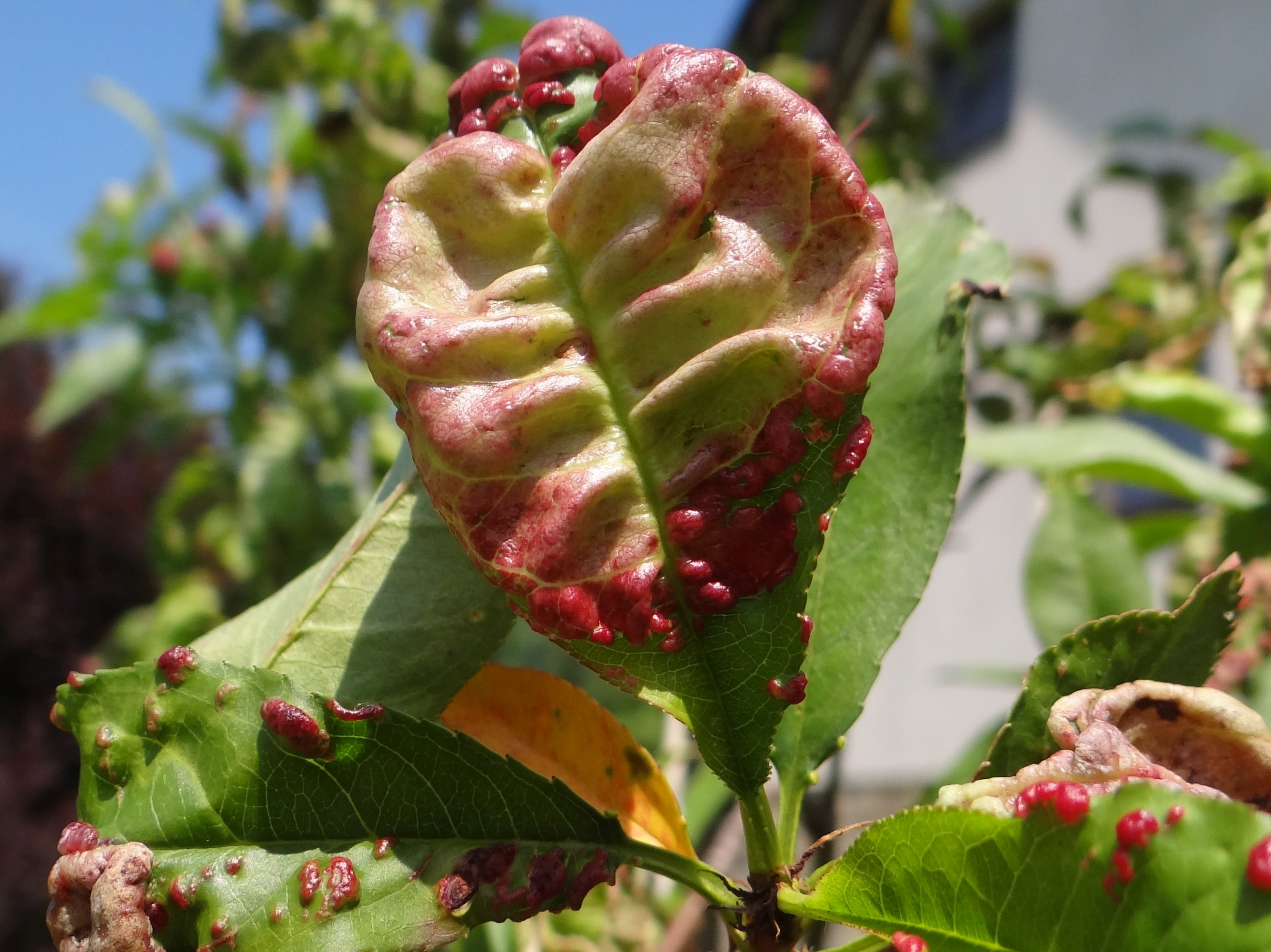
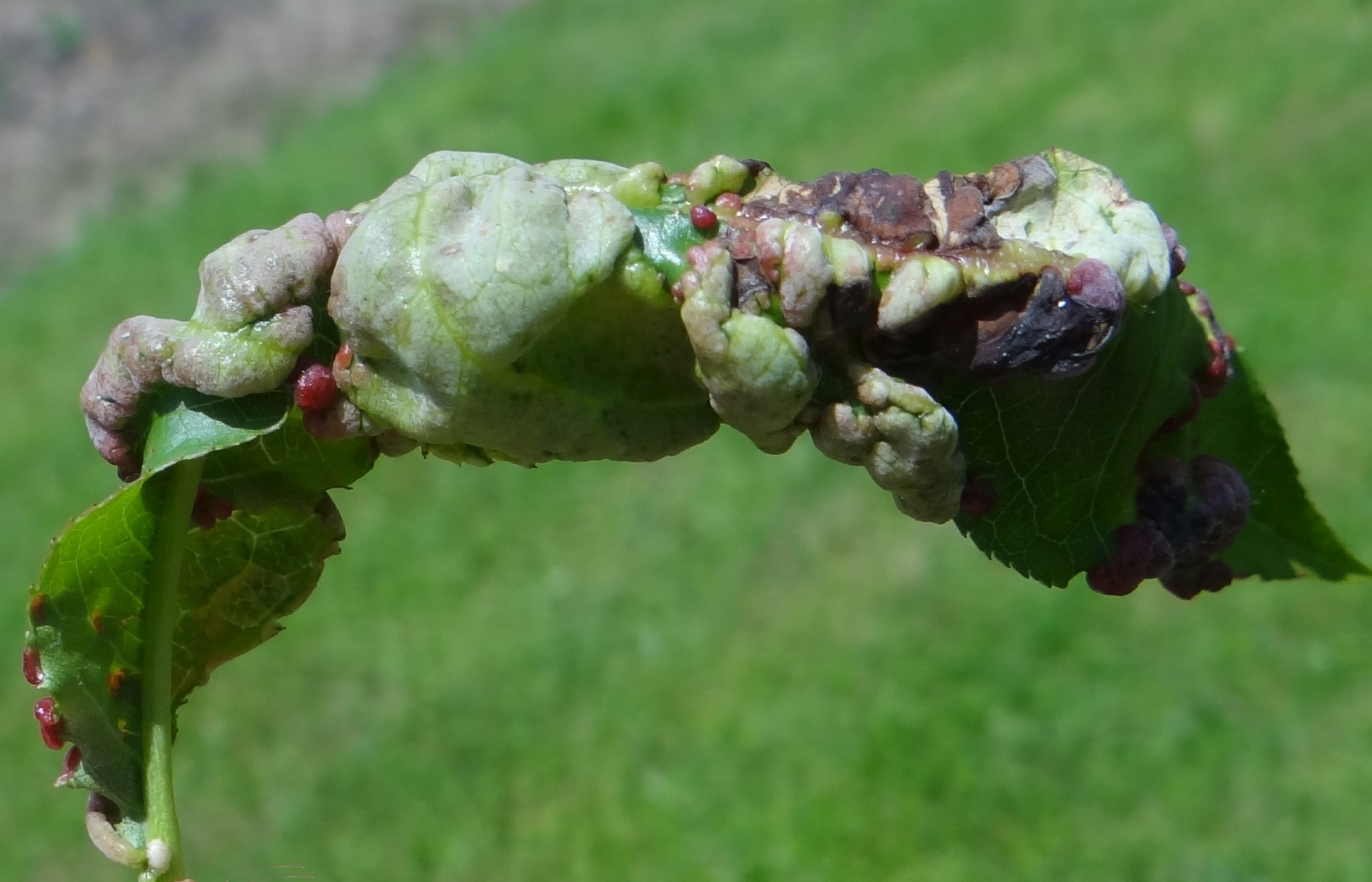
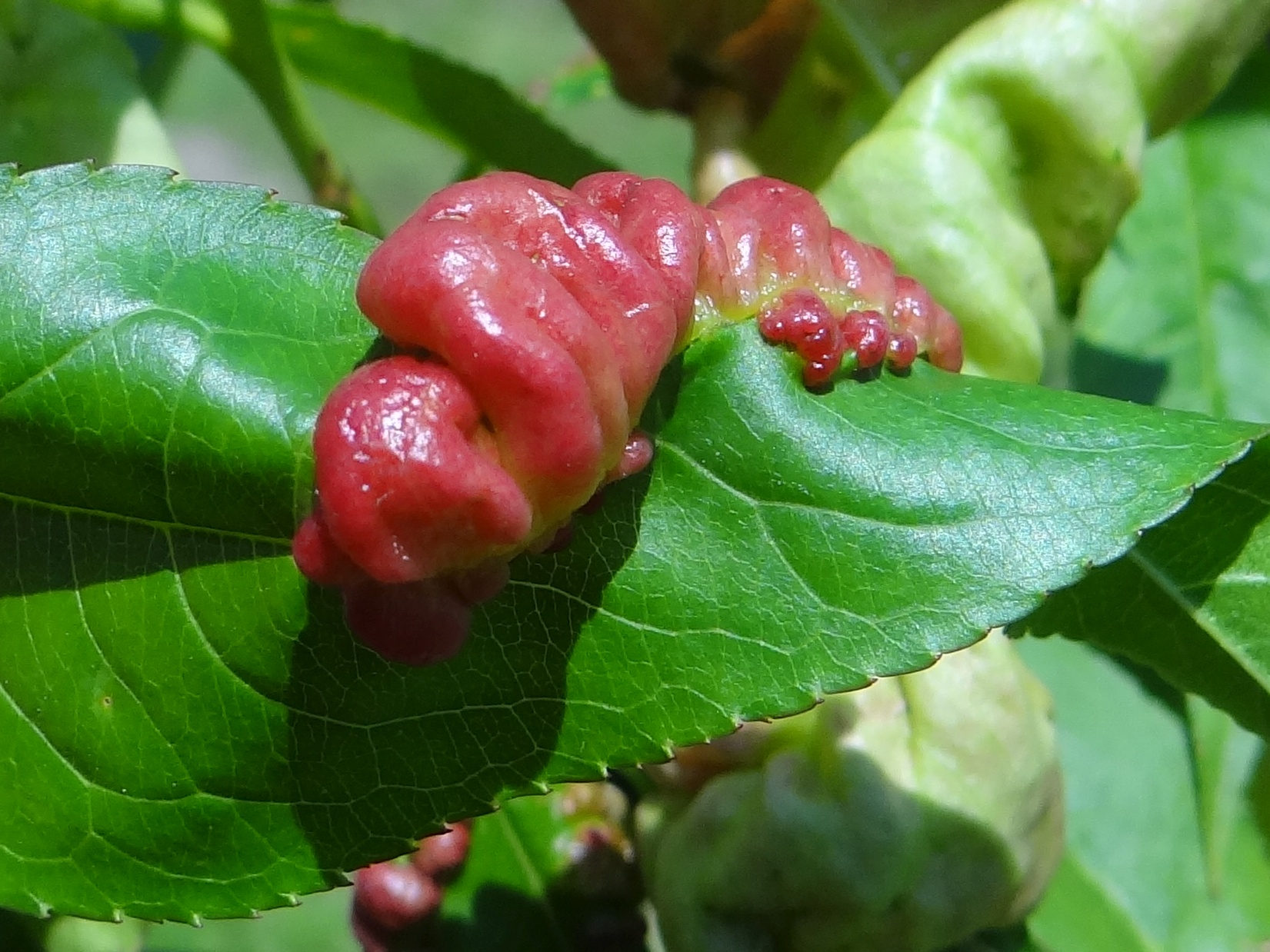